# Alfonso al X-lea al Castiliei
Alfonso al X-lea al Castiliei (cel Înțelept), (n. 23 noiembrie 1221, Toledo, Castilia-La Mancha, Spania – d. 4 aprilie 1284, Sevilla, Regatul Sevillei⁠(d), Spania) a fost rege al Castiliei, regatului León și Galiției în perioada 1252-1284.
În 1257 a primit și tronul Sfântului Imperiu Romano-German, deși papalitatea nu i-a acordat confirmarea.
A fondat Universitatea din Salamanca și Universitatea din Toledo. A promovat utilizarea dialectului castilian al limbii spaniole în învățământul superior.
A fost supranumit și "el Sabio" (Înțeleptul) sau Astrologul pentru studiile sale și mai ales pentru scrierile sale.
Alfonso l-a succedat pe tatăl său ca Rege al Castiliei și Leonului în 1252. În anul următor a invadat Portugalia, căpătând regiunea Algarve. Regele Alfonso al III-lea al Portugaliei a trebuit să se predea, însă a câștigat un contract prin care, după ce a fost de acord să se căsătorească cu fiica lui Alfonso al X-lea, Beatrice de Castilia, terenul avea să fie returnat moștenitorilor lor. În 1263 Alfonso al X-lea a returnat regiunea Algarve regelui Portugaliei. 
În 1254 Alfonso al X-lea a semnat un tratat de alianță cu regele Angliei și Ducele de Aquitania, Henric al III-lea, sprijinind-l în războiul împotriva lui Ludovic al IX-lea al Franței. În același an, sora vitregă a lui Alfonso a renunțat pentru totdeauna la pretențiile sale asupra Ducatului de Gasconia.

## Contribuții culturale
Cărturar de seamă al epocii sale, Alfonso al X-lea a promovat literatura și știința cu multă pricepere, atrăgând la Toledo o mulțime de savanți și traducători evrei, creștini, musulmani, care au lucrat în următoarele domenii:
- legislație - elaborare de coduri juridice: Fuero Real și Siete Partidas;
- astronomie și astrologie - elaborarea Tabelelor Alfonsine și al lucrărilor Libros del saber de astronomia ("Cărțile despre știința astronomiei") și Libro de las cruzes;
- istorie - redactarea compilațiilor: Grande e general estoria ("Istorie generală") și Estoria de España ("Istoria Spaniei");
- jocuri - elaborarea lucrării El libro de ajedrez, dados e tablas ("Carte de șah, zaruri și table")
- poezie și muzică - lucrarea Cantigas de Santa Maria ("Cântări pentru Sf. Maria"), ce conțin peste 400 de imnuri lirice scrisă în limba galiciană, bogată în ilustrații și la care și regele a contribuit;
- fabule - traducerea, sub numele de  Calila e Dimna, a antologiei de fabule, întocmită de către Ibn al-Muqaffa' în limba arabă, Kalîla wa Dimna (Kalila și Dimna), preluată după scrierea indiană Pañchatantra
- religie - traducerea în castiliană a Bibliei, Talmudului și Coranului.